# Rohrbach (Gemeinde Weistrach)
Rohrbach ist eine Katastralgemeinde der Gemeinde Weistrach im Bezirk Amstetten in Niederösterreich.

## Geschichte
Laut Adressbuch von Österreich waren im Jahr 1938 in Rohrbach ein Gastwirt, ein Geflügelhändler, ein Schmied, zwei Schuster und einige Landwirte ansässig.

## Siedlungsentwicklung
Zum Jahreswechsel 1979/1980 befanden sich in der Katastralgemeinde Rohrbach insgesamt 68 Bauflächen mit 37370 m² und 67 Gärten auf 192384 m² und auch 1989/1990 bestanden 68 Bauflächen. 1999/2000 war die Zahl der Bauflächen auf 71 angewachsen und 2009/2010 waren es 113 Gebäude auf 188 Bauflächen.

## Infrastruktur
Seit dem 16. Jahrhundert gibt es das Schloss Rohrbach.
Die Freiwillige Feuerwehr Rohrach wurde 1911 gegründet.
Es gibt auch einen kleinen Steinmetzbetrieb.

## Landwirtschaft
Die Katastralgemeinde ist landwirtschaftlich geprägt. 404 Hektar wurden zum Jahreswechsel 1979/1980 landwirtschaftlich genutzt und 57 Hektar waren forstwirtschaftlich geführte Waldflächen. 1999/2000 wurde auf 421 Hektar Landwirtschaft betrieben und 56 Hektar waren als forstwirtschaftlich genutzte Flächen ausgewiesen. Ende 2018 waren 400 Hektar als landwirtschaftliche Flächen genutzt und Forstwirtschaft wurde auf 57 Hektar betrieben. Die durchschnittliche Bodenklimazahl von Rohrbach beträgt 48,5 (Stand 2010).